# Rydel Lynch
Rydel Mary Funk (Lynch) (Littleton, Colorado, el 9 de agosto de 1993), conocida tan solamente como Rydel Lynch, es una cantante, bailarina, actriz, músico y youtuber estadounidense. Ella es uno de los miembros fundadores de la banda de pop rock R5, formada junto con sus hermanos Riker Lynch, Rocky Lynch, Ross Lynch y amigo Ellington Lee Ratliff. Rydel es diseñadora de ropa de su marca bajo el mismo nombre, Rydel.

## Vida personal
Rydel es una cantante, bailarina, actriz y tecladista nacida en Littleton, Colorado. Es la segunda de los hermanos Lynch, hijos de Stormie y Mark Lynch. A la edad de 14 años se mudó a Los Ángeles, California, junto con su familia. Empezó a estudiar en la academia de baile y coreografía "The Rage". 
Mantiene una relación amorosa con Capron Funk, desde mediados de 2019. Actualmente se encuentran casados y tienen tres hijos: Super Capron Funk, que nació el 11 de abril de 2021, Sweetie Mary Funk, que nació el 4 de agosto de 2022 , Storm Rocky-Ross Funk, que nació el 8 de septiembre de 2023 y Sugar Lover Funk, que nació el 27 de enero de 2025.

## Carrera
Se la puede ver bailando con su hermano Riker en la película de DVD Sunday School Musical y en varios anuncios y danza DVD, incluyendo un comercial de "You Think You Can Dance" con su hermano Rocky. Rydel también tuvo una producción de danza/video llamado Zona AC: El Musical. Ella también actuó en una nueva película de Nick Cannon llamada School Girls.

### Con R5
En abril de 2012, R5 anunció a través del sitio de la banda que habían firmado un contrato de grabación con Hollywood Records y que están planeando su primera gira en mayo. Su álbum debut Louder fue lanzado el 24 de septiembre de 2013.
En el 2014, R5 hizo una canción para la compañía de dulces de Ring Pop titulada «Rock That Rock» que fue interpretada por Rydel. Para su respectivo vídeo musical, aparecieron varias fotos de los fanáticos de la banda con los dulces.

### Línea de Ropa
En 2018 Rydel lanzó una línea de ropa titulada "RYDEL"
```
https://rydellynch.com/
```

## Discografía

### Con R5
Álbumes de estudio
- 2013: Louder
- 2015: Sometime Last Night

EP
- 2010: Ready Set Rock
- 2013: Loud
- 2014: Live in London
- 2014: Heart Made Up On You
- 2017: New Addictions